# Olympische Jugend-Sommerspiele 2014/Teilnehmer (Pakistan)
| Gelbes Symbol für Goldmedaillen mit stilisierten Olympischen Ringen | Graues Symbol für Silbermedaillen mit stilisierten Olympischen Ringen | Braundes Symbol für Bronzemedaillen mit stilisierten Olympischen Ringen |
| ------------------------------------------------------------------- | --------------------------------------------------------------------- | ----------------------------------------------------------------------- |
| —                                                                   | —                                                                     | —                                                                       |

Pakistan nahm an den Olympischen Jugend-Sommerspiele 2014 in Nanjing teil. Es war die 2. Teilnahme an Olympischen Jugend-Sommerspielen.

## Teilnehmer nach Sportarten

### Gewichtheben
| Athleten     | Wettbewerb       | Reißen  | Reißen | Stoßen  | Stoßen | Zweikampf | Zweikampf | Rang |
| Athleten     | Wettbewerb       | Gewicht | Rang   | Gewicht | Rang   | Gewicht   | Rang      | Rang |
| ------------ | ---------------- | ------- | ------ | ------- | ------ | --------- | --------- | ---- |
| Jungen       |                  |         |        |         |        |           |           |      |
| Abdur Rehman | Klasse bis 77 kg | 106 kg  | 8      | 133 kg  | 7      | 239 kg    | 8         | 8    |

### Hockey
| Wettbewerb         | Jungen |
| ------------------ | --- |
| Athleten           | Mubashar Ali Muhammad Atiq Muhammad Sheraz Hafeez Shan Irshad Muhammad Junaid Kamal Muhammad Bilal Mahmood Nohaiz Malik Sikandar Mustafa Mohammad Azfar Yaqoob |
| Gruppenphase       | Mexiko 6:2 (3:0) Deutschland 6:2 (5:1) Sambia 9:2 (5:2) Neuseeland 6:6 (2:5)                                                                                   |
| Viertelfinale      | Kanada 7:7 (1:4), 9:10 n. S. |
| Platzierungsspiele | Sambia 5:2 (1:1) Neuseeland 4:3 (2:3) |
| Platzierung        | 5. Platz |

### Schießen
| Athleten        | Wettbewerb           | Qualifikation   | Qualifikation | Finale          | Finale        | Ringe/ Scheiben | Rang |
| Athleten        | Wettbewerb           | Ringe/ Scheiben | Rang          | Ringe/ Scheiben | Rang          | Ringe/ Scheiben | Rang |
| --------------- | -------------------- | --------------- | ------------- | --------------- | ------------- | --------------- | ---- |
| Mädchen         |                      |                 |               |                 |               |                 |      |
| Javeria Shafqat | Luftpistole 10 Meter | 355             | 20            | ausgeschieden   | ausgeschieden | 355             | 20   |

### Schwimmen
| Athleten     | Wettbewerb          | Vorlauf     | Vorlauf | Halbfinale    | Halbfinale    | Finale        | Finale        |
| Athleten     | Wettbewerb          | Zeit        | Zeit    | Zeit          | Rang          | Zeit          | Rang          |
| ------------ | ------------------- | ----------- | ------- | ------------- | ------------- | ------------- | ------------- |
| Jungen       |                     |             |         |               |               |               |               |
| Haris Bandey | 100 m Schmetterling | 1:05,03 min | 25      | ausgeschieden | ausgeschieden | ausgeschieden | ausgeschieden |